# أرت ووكر (لاعب القفز الثلاثي)
أرت ووكر (بالإنجليزية: Art Walker)‏ هو لاعب القفز الثلاثي أمريكي، ولد في 9 سبتمبر 1941 في كولومبوس في الولايات المتحدة.

## وصلات خارجية
- أرت ووكر على موقع الاتحاد الدولي لألعاب القوى (الإنجليزية)
- أرت ووكر على موقع اللجنة الأولمبية الدولية (الإنجليزية)
- أرت ووكر على موقع أوليمبيديا (الإنجليزية)